# 馬欽加縣
14°55′S 35°40′E / 14.917°S 35.667°E
馬欽加縣（Machinga District）是馬拉維南部的一個縣，屬於南部區的一部分，該縣北臨曼戈奇县，東接莫桑比克，南毗松巴縣，西鄰巴拉卡縣，面積3,771平方公里，人口369,614。